# デヴィッド・O・ラッセル
デヴィッド・O・ラッセル（David O. Russell、本名: David Owen Russell、1958年8月20日 - ）は、アメリカ合衆国・ニューヨーク出身の映画監督・脚本家・映画プロデューサー。

## 経歴
1958年ニューヨーク生まれ。父親はユダヤ系、母親はイタリア系。アマースト大学で政治学と英語を学び、1987年に短編『Bingo Inferno』、1990年に『Hairway to the Stars』を制作。初の長編映画である1994年のコメディ 『Spanking the Monkey』 でインディペンデント・スピリット賞やサンダンス映画祭観客賞を受賞。
1999年の『スリー・キングス』ではジョージ・クルーニーを主演に迎え、湾岸戦争をテーマにした社会派作品を監督。全世界で1億ドル以上の興行収入を挙げ、経済的にも批評的にも成功した。2004年にはイラク戦争に関するドキュメンタリー『Soldiers Pay』も制作しており、この2作は後に再上映の予定が政治的すぎるとして中止された。続く『ハッカビーズ』では哲学的な主題のコメディに挑み、マーク・ウォールバーグ、ジュード・ロウ、ダスティン・ホフマン、イザベル・ユペール、ナオミ・ワッツら豪華キャストを起用したが興行収入は振るわなかった。
6年ぶりに公開された2010年の『ザ・ファイター』も1億ドル以上の興行収入を挙げ、アカデミー作品賞、監督賞を含む7部門にノミネート。クリスチャン・ベールとメリッサ・レオがオスカーを獲得した。
『世界にひとつのプレイブック』もアカデミー賞8部門にノミネートされ、ジェニファー・ローレンスが主演女優賞を受賞。ラッセルの息子がコネチカット州の特殊寄宿学校に通っていた経験が双極性障害を患う主人公のヒントになった。
2013年の『アメリカン・ハッスル』ではFBIを巻き込んだ実在の収賄事件を基に脚本を執筆。3作連続の監督賞や4つの演技部門賞すべてを含む最多10部門にノミネートされ、アカデミー賞の常連監督の地位を確かなものにした。ゴールデングローブ賞 映画部門 作品賞 (ミュージカル・コメディ部門)を受賞した。

### エピソード
同世代の映画監督であるアレクサンダー・ペインやスパイク・ジョーンズと仲が良い。ジョーンズ監督作品『アダプテーション』にはラッセルが、ラッセル監督作品『スリー・キングス』にはジョーンズが出演している。2013年第86回アカデミー賞ではともに脚本賞にノミネートされてオスカーを争い、『her/世界でひとつの彼女』のスパイク・ジョーンズが制した。
『スリー・キングス』で主演したジョージ・クルーニーは、撮影中に口論となり絶交状態にある。

## フィルモグラフィ
| 年   | 題名                                                           | 役割             |
| ---- | -------------------------------------------------------------- | ---------------- |
| 1994 | Spanking the Monkey                                            | 監督・脚本       |
| 1996 | アメリカの災難 Flirting with Disaster                          | 監督・脚本       |
| 1999 | スリー・キングス Three Kings                                   | 監督・脚本       |
| 2004 | 俺たちニュースキャスター Anchorman: The Legend of Ron Burgundy | 製作総指揮       |
| 2004 | ハッカビーズ I Heart Huckabees                                 | 監督・脚本・製作 |
| 2010 | ザ・ファイター The Fighter                                     | 監督             |
| 2012 | 世界にひとつのプレイブック Silver Linings Playbook             | 監督・脚本       |
| 2013 | アメリカン・ハッスル American Hustle                           | 監督・脚本       |
| 2015 | 世界にひとつのロマンティック Accidental Love                   | 監督・脚本       |
| 2015 | ジョイ Joy                                                     | 監督・脚本・製作 |
| 2022 | アムステルダム Amsterdam                                       | 監督・脚本・製作 |
| TBA  | Madden                                                         | 監督             |
| TBA  | Shotout                                                        | 監督             |